# The Vadnals
The Vadnals (slovensko Vadnali) je ameriška narodnozabavna glasbena skupina, ki so jo sestavljali bratje Vadnal, Ameriški Slovenci.
Najbolj so sloveli v izvajanju tako imenovanega sloga clevelandske polke, ki je priljubljena zlasti v Združenih državah Amerike. Zasedba je gostovala širom sveta, v 70. in 80. letih 20. stoletja je bila priljubljena tudi med Slovenci v domovini. V Sloveniji so nekajkrat igrali na izseljenskih srečanjih.

## Zasedba
- Richie Vadnal
- Johnny Vadnal
- Tony Vadnal
- Frank Vadnal
- Frank Mahnic
- Bill Srnick

## Uspešnice
- Ta glažek je prazen
- No Beer Today
- Oj, volodje morja